# Ernest Roney
Ernest John Roney (ur. 8 czerwca 1900 w Lambeth, zm. 23 marca 1975 w Aldeburgh) – brytyjski żeglarz sportowy, medalista olimpijski.
Podczas letnich igrzysk olimpijskich w Paryżu (1924) zdobył srebrny medal w żeglarskiej klasie 8 metrów, wspólnie z Edwinem Jacobem, Thomasem Riggsem, Walterem Riggsem oraz Gordonem Fowlerem (załoga jachtu Emily). Po raz drugi w olimpijskich zawodach żeglarskich wystartował w Amsterdamie (1928), zajmując 7. miejsce w klasie 8 metrów.
Ernest Roney był sternikiem podczas zawodów olimpijskich w 1924 w Paryżu. Jacht Emily, zbudowany i zwodowany zaledwie kilka miesięcy przed olimpiadą, był własnością jego ojca, sir Ernesta Knighta Roneya. Obaj wspólnie zakupili w 1929 następcę, Emily II, na którym Roney junior odniósł wiele sukcesów, często żeglując razem ze swoim rodzeństwem. Podobnie jak ojciec i brat, Ernest Roney był wspólnikiem w rodzinnej firmie prawniczej. 
Siostra oraz brat Ernesta Roneya, Margaret i Esmond, również uprawiali żeglarstwo sportowe – wszyscy troje byli członkami załogi brytyjskiego jachtu Feo podczas igrzysk olimpijskich w 1928 w Amsterdamie. 